# مدال جورج
مدال جورج (به انگلیسی: GM :با نماد اختصاری George Medal) نشان افتخار درجه دو شجاعت در انگلستان و کشورهای مشترک‌المنافع است که در ۲۴ سپتامبر سال ۱۹۴۰ توسط جورج ششم پادشاه بریتانیا ینباد نهاده شده است.
این مدال به کسانی که در بریتانیا اعمالی شجاعانه انجام داده‌اند یا سزاوار آن شناخته می‌شوند اهدا می‌شود.